# Flicts
Flicts é um livro infantil ilustrado pelo escritor, desenhista e cartunista Ziraldo editado pela primeira vez em 1969. Foi o primeiro livro infantil de Ziraldo, que com o sucesso faria novos trabalhos na mesma linha, como O Menino Maluquinho.

## História
Flicts (representado por um tom terroso de bege) é uma cor “diferente”, que não consegue se encaixar no arco-íris, nas bandeiras e em lugar nenhum, e que ninguém, a princípio, reconhece seu merecido valor. Ao longo do livro, Flicts vai se conformando que “não tinha a força do Vermelho, não tinha a imensidão do Amarelo, nem a paz que tem o Azul”. Após procurar por seu lugar no mundo, Flicts um dia acaba por deixá-lo. No final é revelado que "de perto, de pertinho, a Lua é flicts".

## Criação
Ziraldo aceitou a proposta da Editora Expressão e Cultura de fazer um livro infantil ilustrado, tendo apenas três dias para criá-lo. Enquanto voltava para casa, começou a pensar no que usar para a história, e sabendo que teria de ser algo colorido, decidiu fazer um personagem a partir de uma cor. Ao passar em frente a um cartaz da Manchete com uma foto do Programa Apollo, em que a Lua tinha um solo bege, Ziraldo decidiu contar a história "dessa cor aí, que não tem lugar para ela na Terra". Quando chegou, escreveu a história, e então comprou papel adesivo colorido para recortar e colar para o esboço. O nome "Flicts" veio de uma interjeição usada por Ziraldo em uma história da Supermãe. Ao entregar para o editor, este reagiu de forma muito positiva e logo passou a cópia ao dono da editora, Ferdinando Bastos de Souza, que após ler decidiu que Flicts teria acabamento de luxo, com capa dura e o melhor papel possível.
Quando Neil Armstrong, o primeiro homem a pousar na Lua com a Apollo 11, visitou o Brasil, recebeu uma cópia de Flicts da embaixada americana.  Ziraldo se encontrou com Armstrong, e quando chegaram ao final da história, se a superfície da Lua tinha a cor usada para Flicts. Armstrong  confirmou, e escreveu um “The moon is Flicts” que foi incluído em todas as republicações do livro desde então.

### Republicações
Ao longo de suas republicações, Flicts sofreu algumas mudanças para se tornar mais comercialmente viável, como redução de páginas e impressão em papel mais fosco comparado ao couché brilhante da original. Apenas uma mudança se deu no conteúdo: na edição original, a frase "pelos países mais bonitos" era estampada junto à bandeira do Reino Unido, e as republicações a partir de 1985 tinham a bandeira do Brasil. Ziraldo explicou no seu livro A Fábula das Três Cores, lançado naquele ano, que em 1969, durante a ditadura militar, "a bandeira não me pertencia. Ninguém podia amar a bandeira do Brasil, naquela época. Tínhamos que respeitá-la. E, aí, nós tínhamos medo de um pai severo, que obriga o outro a que o respeite, em troca de gritos e chineladas. Fiz então Flicts sem verde, amarelo ou azul”.

## Adaptações
Em 1980, Ziraldo compôs uma trilha sonora de Flicts junto de Sérgio Ricardo, gravada em LP pelos conjuntos Quarteto em Cy e MPB-4. Uma versão de Flicts para teatro de bonecos em 1998 inspirou uma trilha composta por Arthur de Faria, originalmente lançada em CD em 2000. Em 2018, Lívia Gaudêncio criou nova versão de Flicts para o teatro, passada nos anos 1960 e com trilha de Leo Mendonza, inspirada em The Beatles.
Em 1995, a Melhoramentos lançou Flicts - O CD-ROM, que além de uma versão animada e interativa da história em cinco idiomas, contava com diversos jogos centrados na cor homônima. Outros personagens de Ziraldo, como O Menino Maluquinho e o Bichinho da Maçã, fazem participações especiais.